# Micronycteris matses
Micronycteris matses is een zoogdier uit de familie van de bladneusvleermuizen van de Nieuwe Wereld (Phyllostomidae). De wetenschappelijke naam van de soort werd voor het eerst geldig gepubliceerd door Simmons, Voss & Fleck in 2002.

## Voorkomen
De soort komt voor in Peru.